# Cerkiew św. Sergiusza z Radoneża w Nowym Jorku
Cerkiew św. Sergiusza z Radoneża – cerkiew prawosławna w Nowym Jorku, na Manhattanie, w siedzibie Synodu Rosyjskiego Kościoła Prawosławnego poza granicami Rosji.
Budynek, w którym współcześnie mieści się cerkiew, został zaprojektowany przez Williama Delano dla bankiera Francisa Palmera i wzniesiony w latach 1916–1918. Jest on wzniesiony na planie prostokąta, pięciokondygnacyjny, z dachem mansardowym, z czerwonej cegły i marmuru toskańskiego. Po śmierci Palmera wdowa po nim sprzedała obiekt George'owi Bakerowi, synowi bankiera, który nabył również trzy sąsiadujące nieruchomości i dokonał przekształceń we wnętrzu posiadłości. Po śmierci Bakera w wypadku obiekt odziedziczyła w 1937 jego żona Edith. W latach 50. XX wieku sprzedała ona budynek rosyjskiemu emigrantowi Siergiejowi Semenence, który z kolei przekazał go Synodowi Rosyjskiego Kościoła Prawosławnego poza granicami Rosji z przeznaczeniem na stałą siedzibę.
W głównym hallu rezydencji został urządzony sobór Ikony Matki Bożej „Znak” – katedra metropolitalna Cerkwi Zagranicznej. W innym pomieszczeniu znalazła się pomocnicza cerkiew św. Sergiusza z Radoneża. Znajduje się ona na parterze obiektu. Pełni funkcję cerkwi przy szkole św. Sergiusza prowadzonej przez Kościół; są w niej odprawiane nabożeństwa w języku angielskim. W cerkwi przechowywane są pamiątki związane z historią Kościoła Zagranicznego: królewskie wrota z jego dawnej siedziby przy 77 Ulicy w Nowym Jorku oraz kopia Ikony Matki Bożej „Wszystkich Strapionych Radość” przywieziona z Harbinu przez metropolitę Filareta (Wozniesienskiego).